# Оштро
Оштро је врста ветра који дува на Јадрану. Најчешће се јавља након широког и дува са југа. Краткотрајан је и слабог интензитета.